# 舊里普利鎮區 (伊利諾伊州邦德縣)
舊里普利鎮區（英語：Old Ripley Township）是位於美國伊利諾伊州邦德縣的一個行政鎮區。

## 地方資料
根據2010年美國人口普查的數據，舊里普利鎮區的面積為113.00平方千米，當中陸地面積為13.00平方千米，而水域面積為0.00平方千米。當地共有人口817人，而人口密度為每平方千米7.23人。